# Karel Gerber
Karel Gerber (28. ledna 1839 Lažany – 26. května 1899 Praha) byl český odborník na pojišťovnictví.

## Život
Pracoval jako ředitel kanceláře Prvního c. k. privátního ústavu ku vzájemnému pojištění proti škodám z ohně a krupobití v Praze. Dlouhodobě předsedal Spolku asekuračních úředníků. Byl autorem odborných textů, vydal jedenáct ročníků Asekuračního kalendáře. Podporoval vlastenecké a dobročinné spolky.